# Astiosoma okinawae
Astiosoma okinawae är en tvåvingeart som beskrevs av Curtis W. Sabrosky 1957. Astiosoma okinawae ingår i släktet Astiosoma och familjen smalvingeflugor. Inga underarter finns listade i Catalogue of Life.